# Preußische EG 511 bis EG 537
Die zweimotorigen Elektrolokomotiven EG 511 bis EG 537 der Preußischen Staatsbahn waren für den Güterzugdienst bis zu 1.000 t Last auf den elektrifizierten Netzen in Mitteldeutschland konzipiert. Sie zählten zu den ersten in Deutschland serienmäßig hergestellten und eingesetzten E-Loks und erfüllten noch bis 1958 ihren Dienst. In Baden bzw. im alemannischen Dialekt wurde sie auch „Glettiise“ (Bügeleisen) genannt. Die Lokomotiven wurden 1920 in den Bestand der Deutschen Reichsbahn übernommen und erhielten 1926 die Baureihenbezeichnung E 71.1.

## Konstruktion

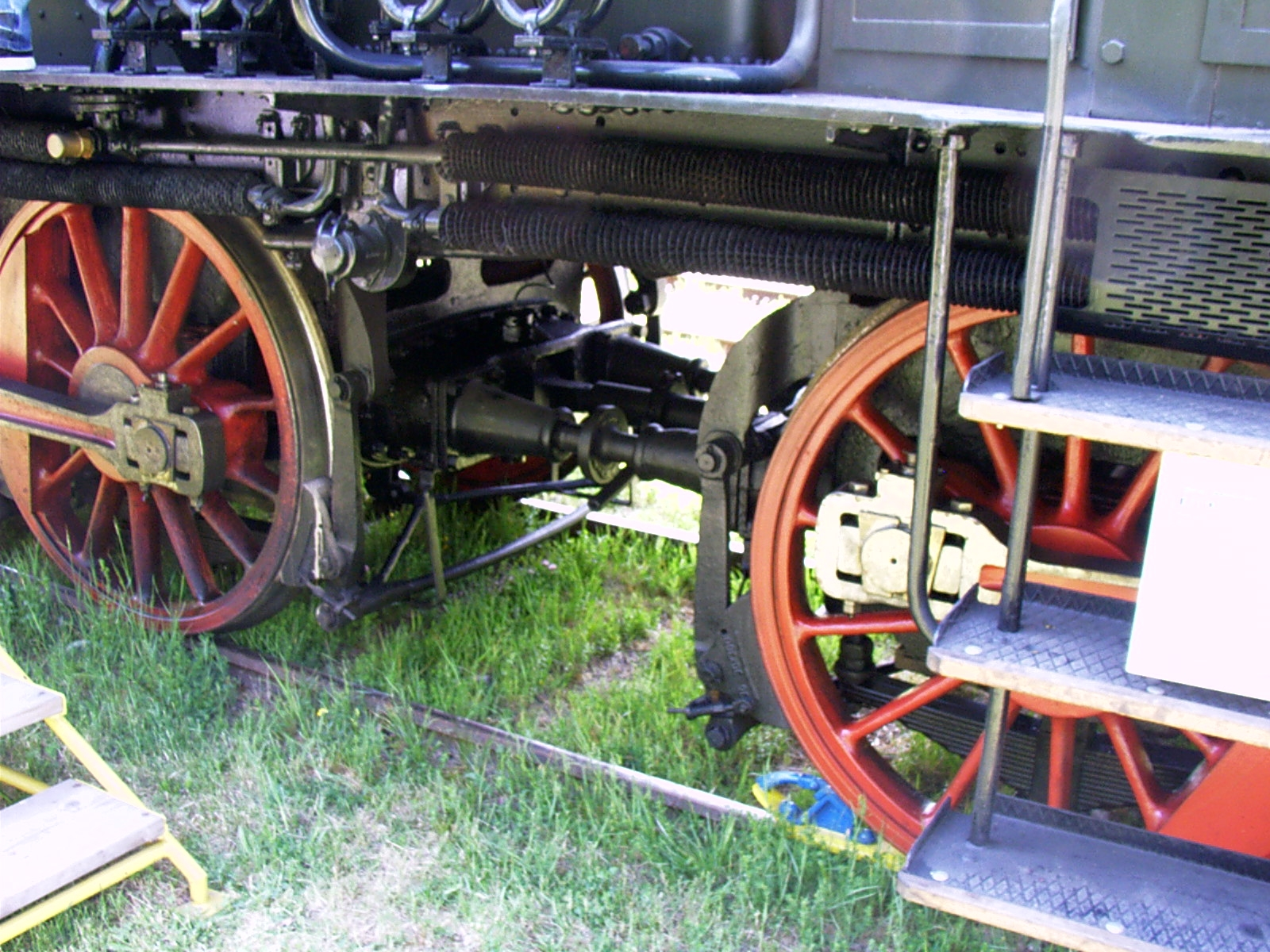
Die Kupplung zwischen den Triebdrehgestellen

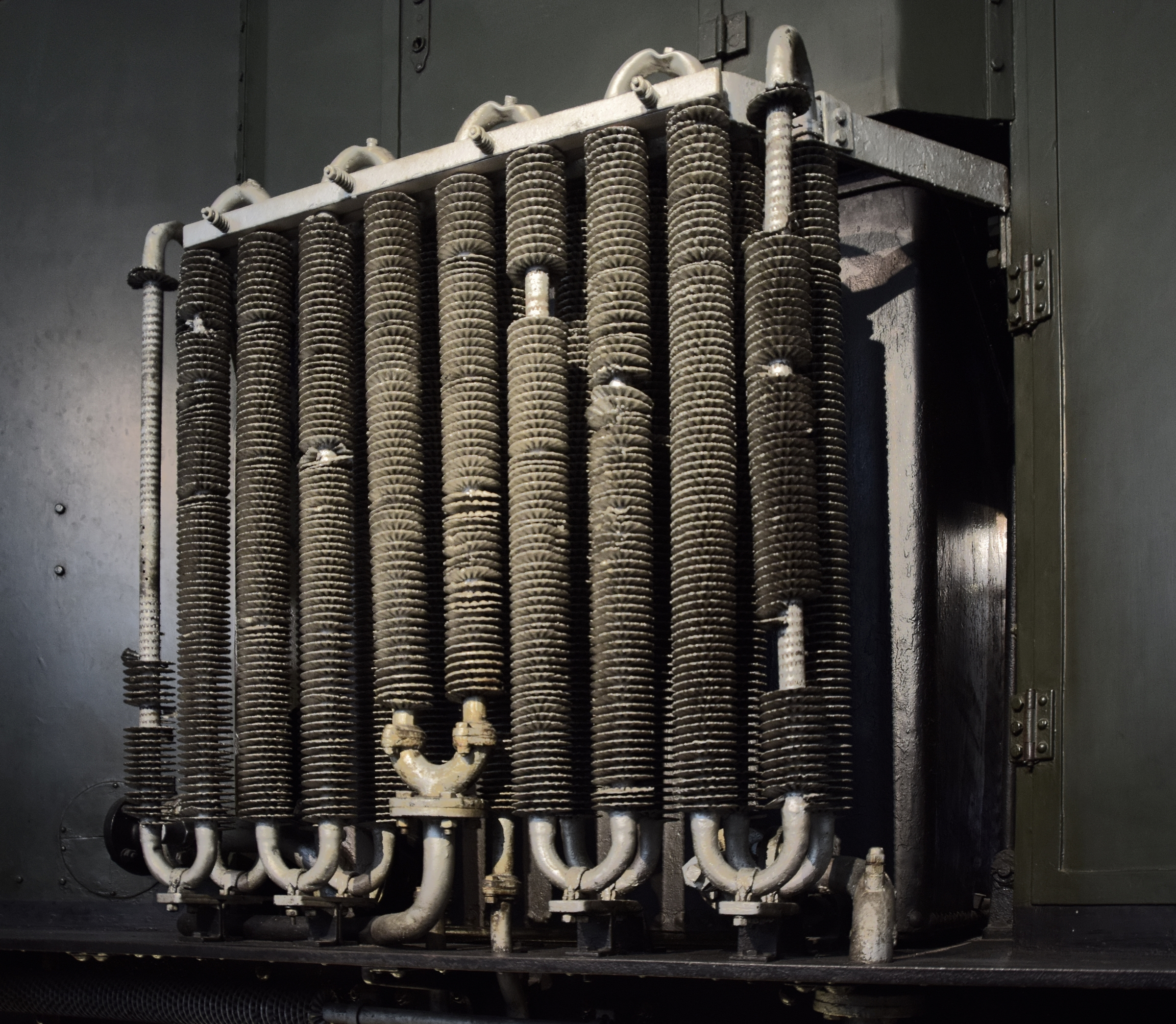
Außenkühler für das Transformatorenöl

Auf Grund ihrer einfachen und robusten Konstruktion bewährten sich die Lokomotiven über Jahrzehnte und zählen zu den erfolgreichsten E-Loks aus der Anfangszeit der Elektrifizierung. Die Lokomotiven bestanden grundlegend aus zwei Triebdrehgestellen mit halbhoch gelagerten Fahrmotoren mit elf Fahrstufen und einer Blindwelle. Beide Triebdrehgestelle waren mittels einer Kupplung beweglich miteinander verbunden. Der Hauptrahmen war als Brückenrahmen ausgebildet und stützte sich über Gleitpfannen und Drehzapfen auf den Drehgestellen ab. Der auf ihm sitzende Lokkasten hatte zwei Endführerstände und umfasste den in der Mitte platzierten Haupttransformator, den Hilfstransformator für die Hilfsbetriebe und die Schützenkammer. Die Kraftübertragung von den Fahrmotoren auf die Achsen erfolgte durch ein Getriebe, die Blindwellen und die Kuppelstangen. Die Kühlung des Transformators wurde durch Transformatorenöl in einem geschlossenen Kreislauf realisiert. Beide dafür notwendigen Ölkühler waren unverkleidet auf beiden Seiten des Maschinenraums angebracht. Vom Aussehen erinnern diese stark an Lamellenheizkörper einer Zentralheizung.

## Geschichte

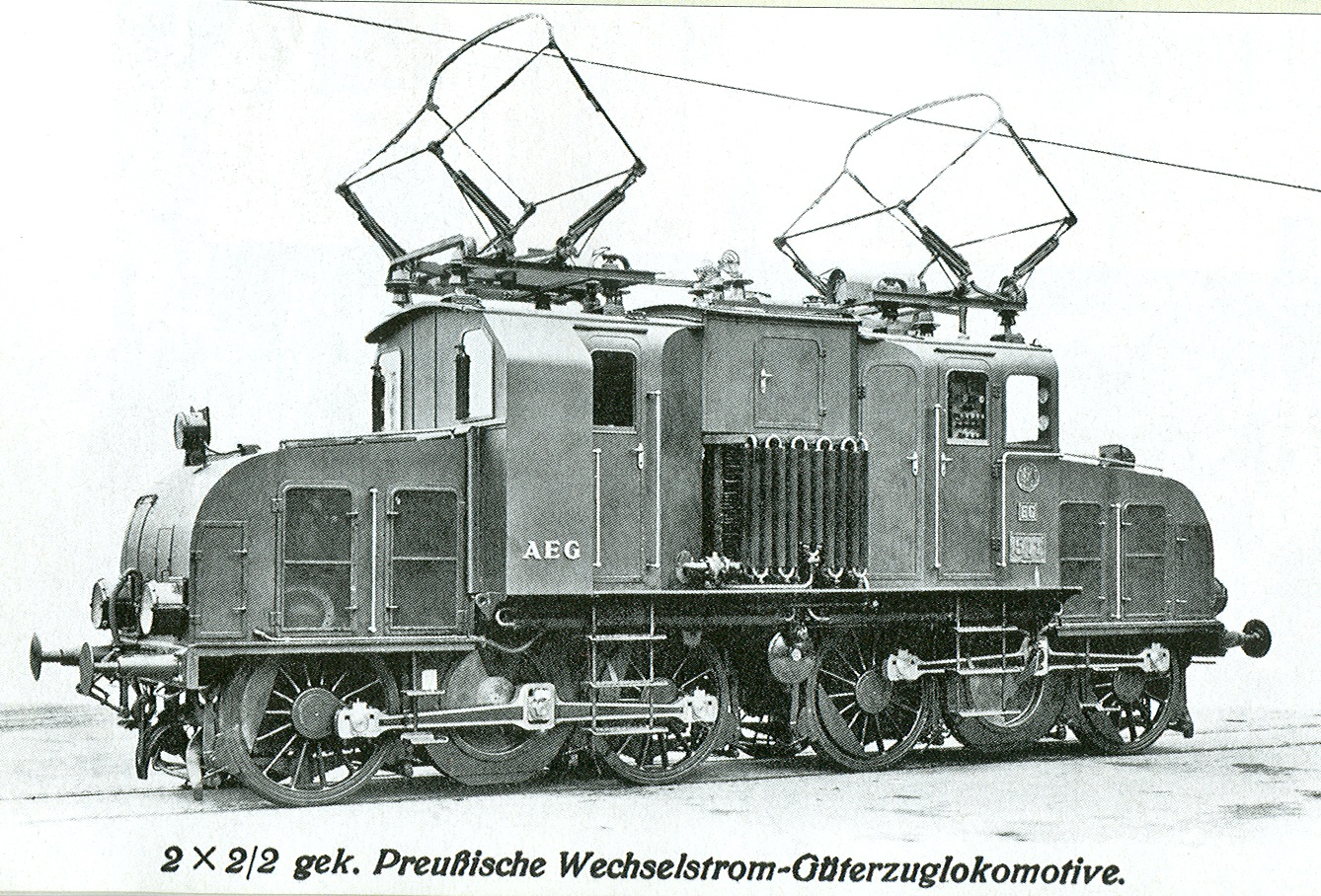
Werkfoto der AEG von der Lokomotive aus der Zeit um 1914

Mit Beginn der Elektrifizierung bestellte die Preußische Staatsbahn 1913 zunächst 18 Lokomotiven für die Strecke Magdeburg–Dessau–Leipzig–Halle. Die erste Lok (EG 511) wurde im Jahr 1914 ausgeliefert. Ihr folgte im gleichen Jahr EG 512. Wegen des Ersten Weltkrieges wurde der elektrische Zugbetrieb bei der K.ED Halle eingestellt. Zusammen mit den anderen Loks gelangten die beiden bis dahin gelieferten Loks 1915 nach Schlesien ins Bw Nieder Salzbrunn. Dort wurden 1915 die EG 513 und 1920 die EG 514 bis EG 516 angeliefert und kamen auf den von Nieder Salzbrunn ausgehenden Strecken nach Gottesberg, Halbstadt und Königszelt zum Einsatz. 1920 waren dort die sechs Lokomotiven nachgewiesen. Die restlichen Lokomotiven wurden 1921 und 22 ausgeliefert und bei der Reichsbahndirektion Halle in Dienst gestellt. Die Stationierung erfolgte erst im Bw Leipzig-Wahren und wurde mit fortlaufender Elektrifizierung auf die Betriebswerke Leipzig West, Bitterfeld und Roßlau ausgedehnt. Auch die ersten sechs Lokomotiven wurden von Schlesien hierher umstationiert. Die Reichsbahndirektion Magdeburg erhielt erstmals 1924 mit der Inbetriebnahme des Güterzugbetriebes Roßlau–Rothensee eine dieser Maschinen zugewiesen, vermutlich EG 525. Die Anzahl erhöhte sich bis Ende 1924 auf drei Ellok und erreicht 1925 eine Zahl von sechs Stück. Auf den bereits elektrifizierten Strecken in Mitteldeutschland zogen die Maschinen neben Güterzügen anfänglich auch Reisezüge und prägten das Bild der Strecken in den 1920er Jahren maßgebend.
Die 1926 durch einen Unfall beschädigte EG 512 musste ausgemustert werden. Später änderte die Deutsche Reichsbahn bei den die restlichen Loks die Bezeichnung auf E 71 11 bis E 71 37. Dabei wurde die Nummer E 71 12 zwar berücksichtigt, ob die schon vorher stark beschädigte EG 512 aber noch umgezeichnet wurde, scheint mehr als fraglich.
Konkurrenz bekam die Baureihe E 71 mit Einführung der stärkeren und schnelleren Mehrzwecklokomotiven E 75 sowie schon vorher der im Rahmen des Wechmann-Planes beschafften Güterzuglokomotiven der Baureihe E 77 und musste sich diesen mehr und mehr unterordnen.
Ab Juli 1928 wurden nach und nach mehrere Loks ins Bw Basel überstellt, um dort auf der Wiesen- und der Wehratalbahn den Gesamtverkehr abzuwickeln. Bei den im Badischen eingesetzten Lokomotiven wurde ab 1929 ein Getriebeumbau vorgenommen, so dass die Höchstgeschwindigkeit nun 65 km/h betrug, außerdem wurden eine Sicherheitsfahrschaltung und ein seitliches Führerstandsfenster auf der Beimannseite eingebaut.
Die in Mitteldeutschland verbliebenen Loks wurden mehr und mehr in untergeordnete Dienste abgedrängt und teils nur noch als Betriebsreserve eingesetzt. 1932 wurden die ersten Lokomotiven im mitteldeutschen Netz abgestellt (E 71 15, 21, 27 sowie 37), aber nicht verschrottet, sondern als Ersatzteilspender vorgesehen. Ab Oktober 1934 wurden abgestellte, aber noch verwendbare Loks infolge eines Elektrolokmangels wieder reaktiviert, der die Eröffnung des elektrischen Zugbetriebes zwischen Halle und Magdeburg als Ursache hatte. So verblieb der Bestand nun für einige Jahre.
Fünf Maschinen aus Mitteldeutschland, die durch die Anlieferung von E44 und E94 dort entbehrlich waren, kamen nach dem Anschluss Österreichs in den 1940er Jahren ins Bw Schwarzach-St. Veit im Pongau. Sie waren vermutlich für den Flachlandabschnitt der Giselabahn vorgesehen und ersetzten dort ältere Elloks österreichischer Bauarten (z. B. die 1079/E33).
Ausgemustert wurden bis 1945 folgende Elloks: E 71 17 und 36 (1936), E 71 20 (1937), E 71 16 (1938), E 71 24, die in eine Wagenvorheizanlage umgebaut wurde, E 71 25 (1939) und E 71 35 (1940).

## Nachkriegszeit
Der Bestand der Lokomotiven hatte sich nach dem Zweiten Weltkrieg bereits erheblich reduziert. Von den restlichen betriebsfähigen Lokomotiven blieben zwei in Österreich, sechs waren beim Bw Basel und eine beim Bw Bitterfeld. Im Jahre 1947 wurden die beiden österreichischen Loks gegen zwei der Baureihe E 33 zurück getauscht, sie kamen nun ebenfalls nach Basel. Die E 71 30 der Deutschen Reichsbahn wurde 1946 in die UdSSR als Reparationslok abgefahren, kam 1952 in desolatem Zustand wieder zurück. Sie wurde wie die meisten rückgeführten Altbau-Elloks bei der DR nicht wieder in Betrieb genommen, blieb aber im AW Dessau noch einige Zeit abgestellt. So gab es nach dem Krieg bei der DR in der SBZ nur sehr kurz einen weiteren Einsatz der E71, im Jahre 1946 wurde der elektrische Betrieb eingestellt und die Lokomotiven sowie die Streckenausrüstung (Fahrleitung etc.) in die Sowjetunion abgefahren. 1955 wurde bei der Wiederaufnahme des elektrischen Betriebes bei der Reichsbahn dann auf veraltete Splittergattungen verzichtet und nur mehr wenige Lokomotiven aus der Vorkriegszeit wieder aufgearbeitet und in Betrieb genommen, wie etwa E 44, E 75, E 77, E 94, sowie einige E 17 und E 18.
Die Deutsche Bundesbahn setzte ihre Lokomotiven weiterhin auf der Wiesen- und der Wehratalbahn in der Direktion Karlsruhe ein. Dort verrichteten sie bis Ende der 1950er Jahre ihren Dienst, bis sie schließlich von der in Bayern freigesetzten, leistungsfähigeren Baureihe E 32 ersetzt wurden. Hauptgrund für die bisherigen Ausmusterungen waren die geringe Geschwindigkeit von 65 km/h und die eher schwache Zugkraft, was ihren Einsatz auf Hauptbahnen behinderte; hinzu kamen ihr Alter von nunmehr bis zu 35 Jahren und der entsprechende Verschleiß. Der letzte bekannte Umlaufplan der Lokomotiven stammt aus dem Jahr 1957, er nannte noch vier Lokomotiven, die Güterzüge und Übergabefahrten meist auf der Wiesen- und der Wehratalbahn ausführten. Mit der E 71 28 wurde am 4. August 1958 die letzte Lokomotive ausgemustert.

## Verbleib

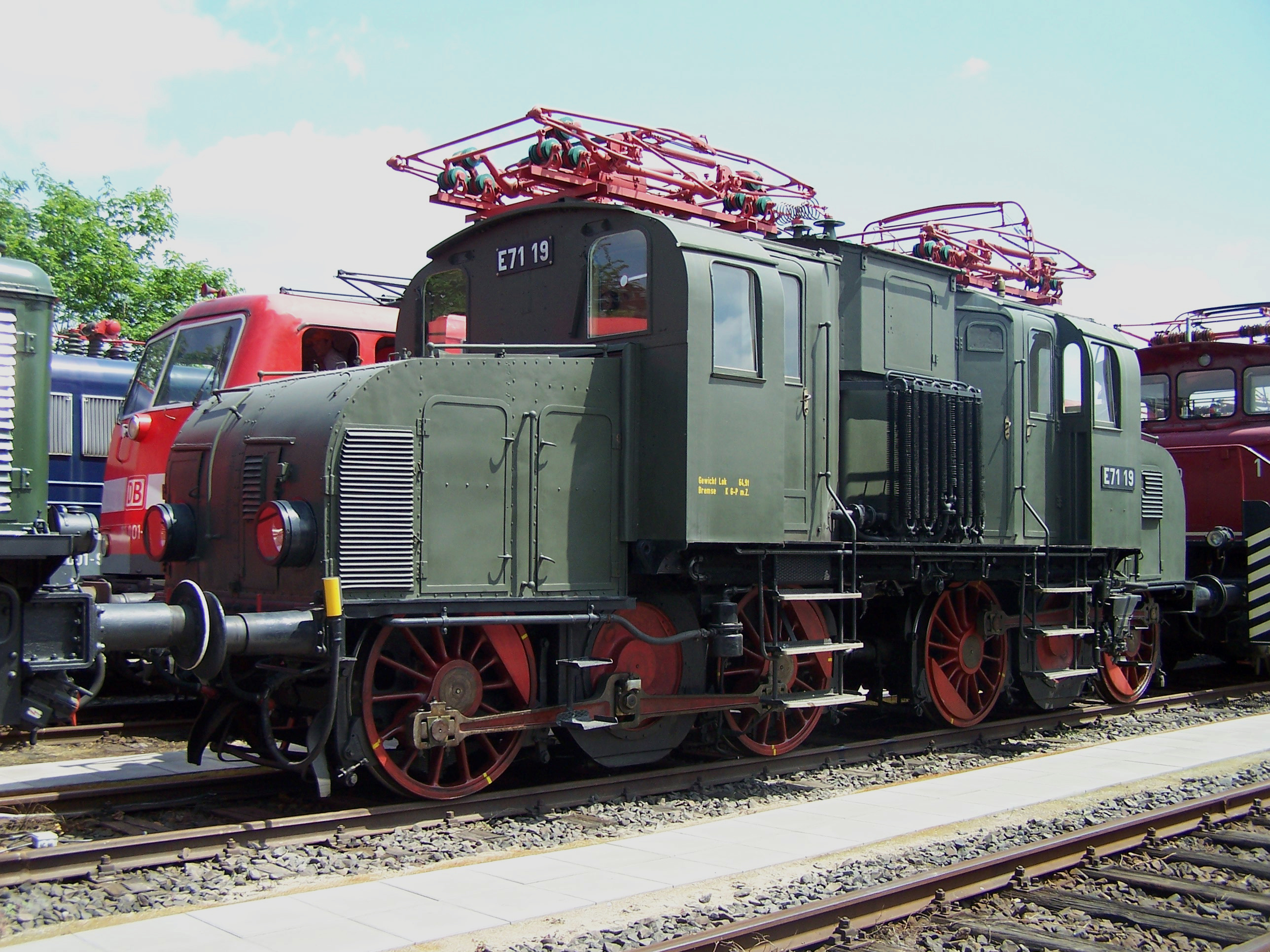
E 71 19 im DB Museum in Koblenz-Lützel, Juni 2012

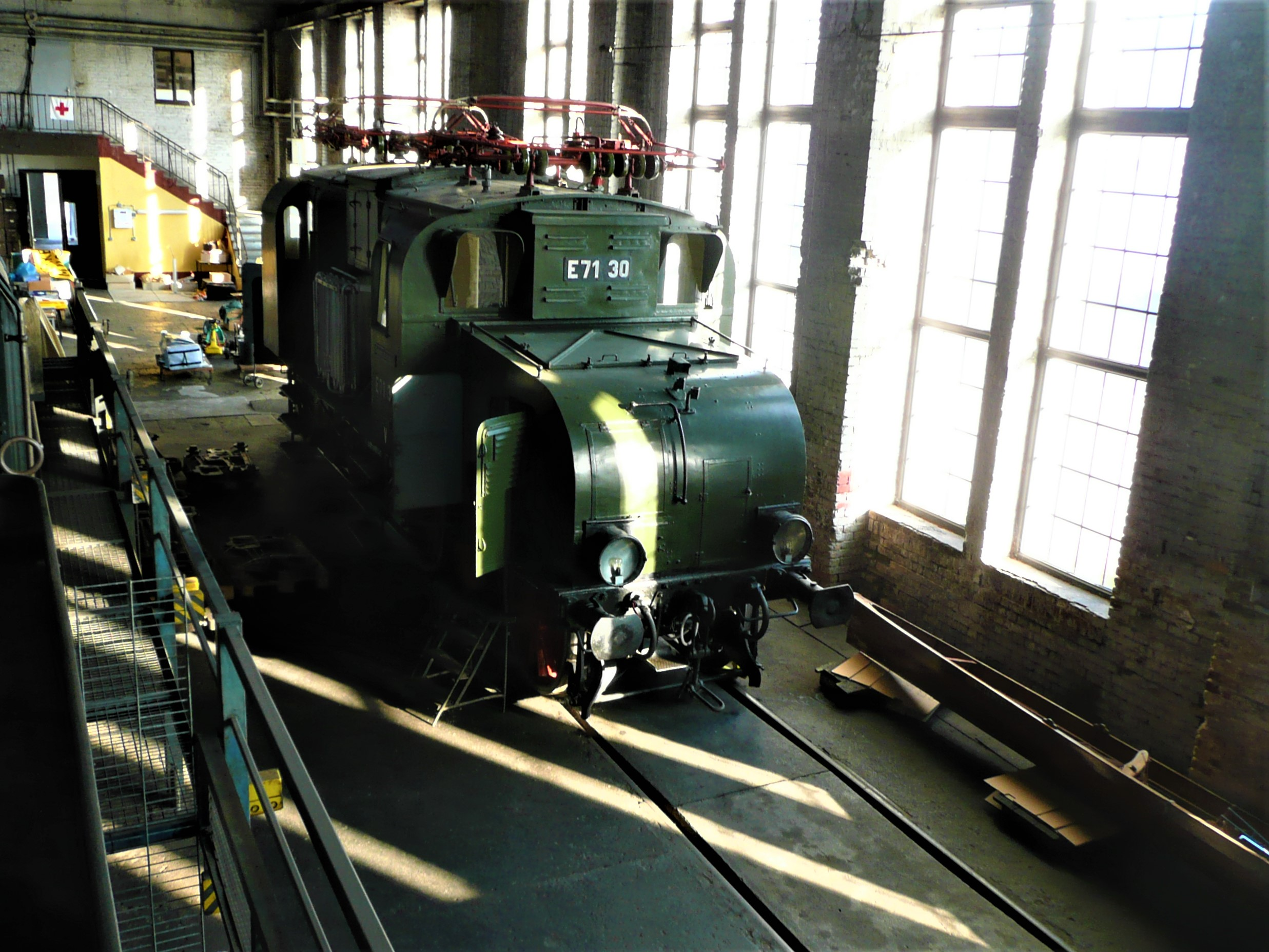
E 71 30 des Verkehrsmuseums Dresden im Werkstattdepot (2020)

Von den einst 27 gebauten Loks blieben drei der Nachwelt erhalten:
- Die 1958 ausgemusterte E 71 19 diente bis 1968 als Anschauungsobjekt zur Schulung von Lokomotivführern in München. Dort geriet sie in Vergessenheit, Witterung und Vandalismus setzten ihr schwer zu, bis sie schließlich von der Verschrottung bedroht war. Zwischen 1976 und 1985 war sie in den Eisenbahnmuseen in Neustadt und Bochum ausgestellt.[7] 1985 diente sie im AW Kaiserslautern als Ersatzteilspender für die Aufarbeitung der E 71 28. Von 1986 bis 1998 war sie in Regensburg im Freien abgestellt. Ihr Zustand verschlechtert sich weiter und so war sie wieder von der Verschrottung bedroht. Das DB Museum Nürnberg restaurierte sie von 1998 bis 2000. Den Großbrand des Lokschuppens am 17. Oktober 2005 überstand sie unbeschädigt, da sie zu diesem Zeitpunkt dort nicht untergebracht war, sondern in der „neuen Fahrzeughalle“ des Museums stand. Im Frühjahr 2007 kam sie als Leihgabe in den Bahnpark Augsburg und wurde im Zuge der Veranstaltung Länderwoche Luxemburg, „Krokodile im Bahnpark“ der Öffentlichkeit präsentiert. Bis 2011 konnte die Lok dort zusammen mit einem historischen Bahnpostwagen besichtigt werden. Danach kam die E 71 19 in das Freigelände der Außenstelle Koblenz des DB-Museums.[8]
- In den 1970er Jahren wurde die E 71 28 im AW München-Freimann museal im Erscheinungsbild der letzten Betriebszeit aufgearbeitet. Seit 1977 wurde sie in vielen Ausstellungen gezeigt, so 1985 zum 150-jährigen Bahnjubiläum bei der großen Fahrzeugschau im Bochumer Stadtteil Dahlhausen. Seit 1960 für Berlin vorgesehen, wurde die 1922 bei der AEG in Hennigsdorf gebaute Lok 1987 nach Berlin überführt.[9] Seitdem steht sie in der Dauerausstellung Schienenverkehr des Deutschen Technikmuseums Berlin. E 71 28 vor dem Lokschuppen 2 des Deutschen Technikmuseums Berlin, in dem die Lok seit 1987 ausgestellt wird. Aufnahme vom Mai 2021.

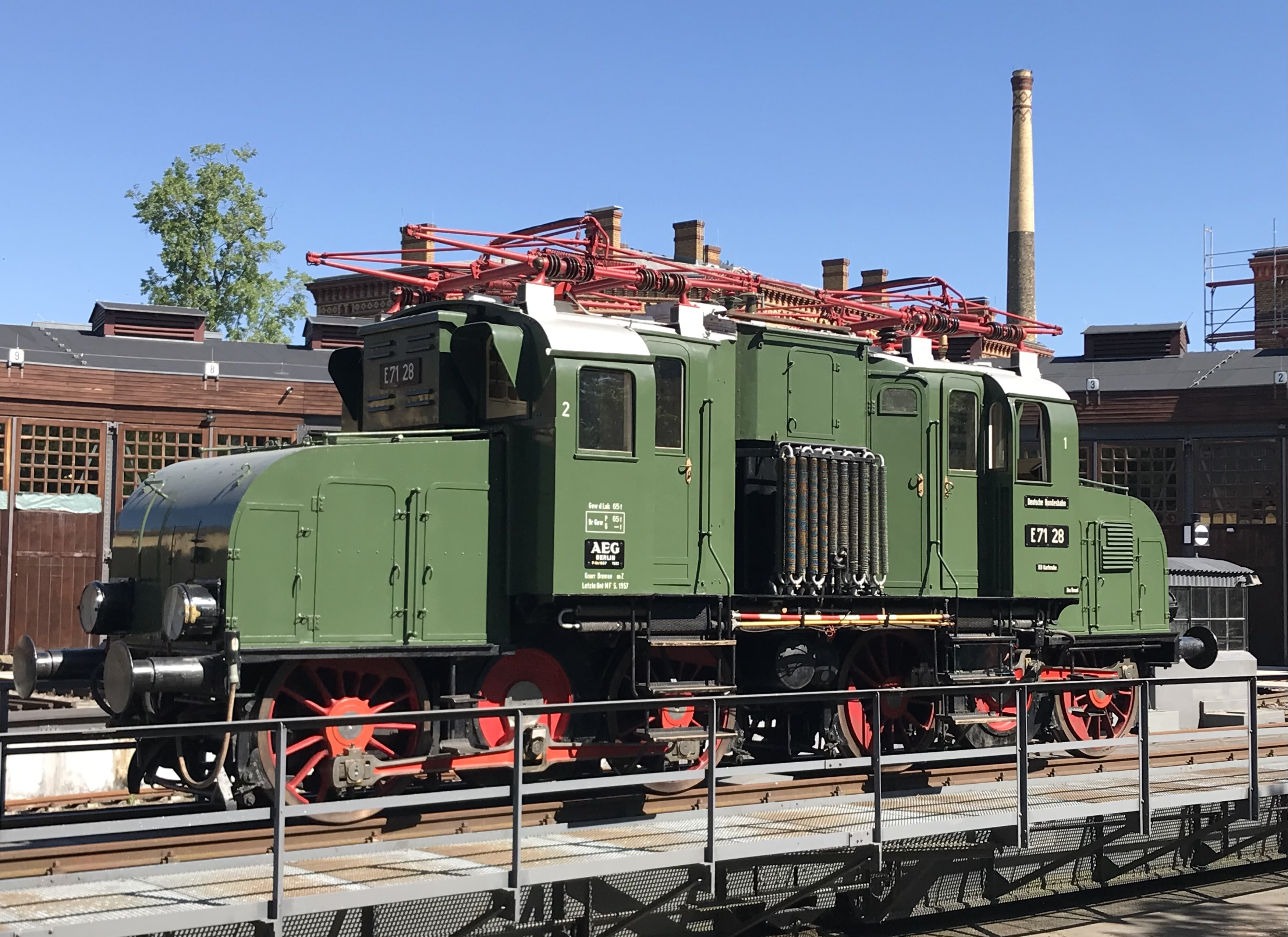
E 71 28 vor dem Lokschuppen 2 des Deutschen Technikmuseums Berlin, in dem die Lok seit 1987 ausgestellt wird. Aufnahme vom Mai 2021.

- Die 1952 aus der UdSSR zurückgekommene E 71 30 wurde zu Beginn der 1960er Jahre restauriert und kam 1962 ins Verkehrsmuseum Dresden. Inzwischen ist die Lok nach 60 Jahren Ausstellung im Johanneum im Werkstattdepot und wird für künftige Ausstellungen vorbereitet (2020).

Von der E 71 13 blieb nur ein Triebgestell im Eisenbahnmuseum Neustadt erhalten, es war seit 1960 lange Zeit im Verkehrsmuseum Nürnberg ausgestellt.
Die Lokomotivführerschule in Troisdorf bekam die E 71 22 für Demonstrationszwecke. Die Lokomotive kam 1967 in das AW Schwerte und wurde dort zerlegt.

## Bilder der E 71 19

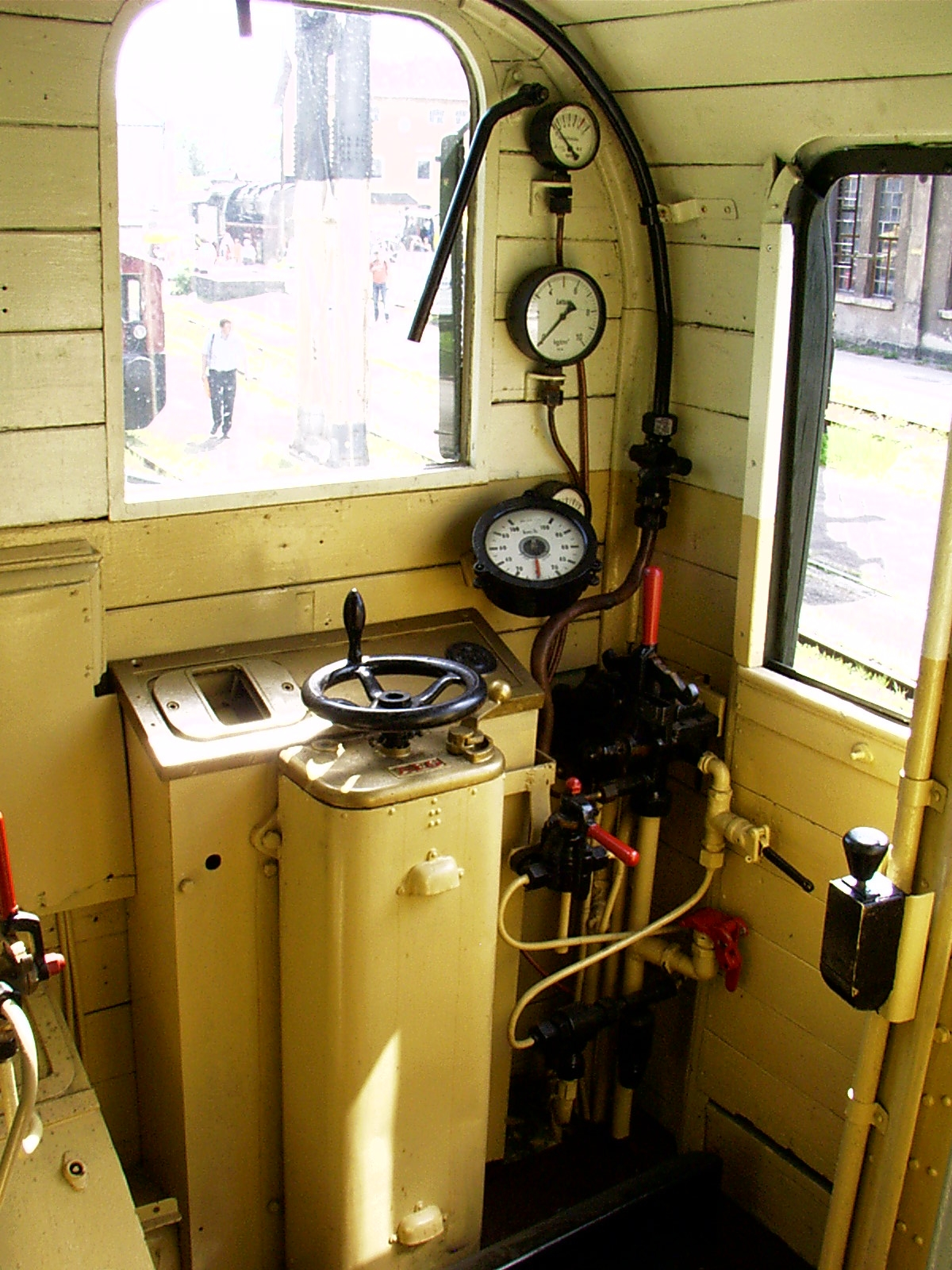
Führerstand
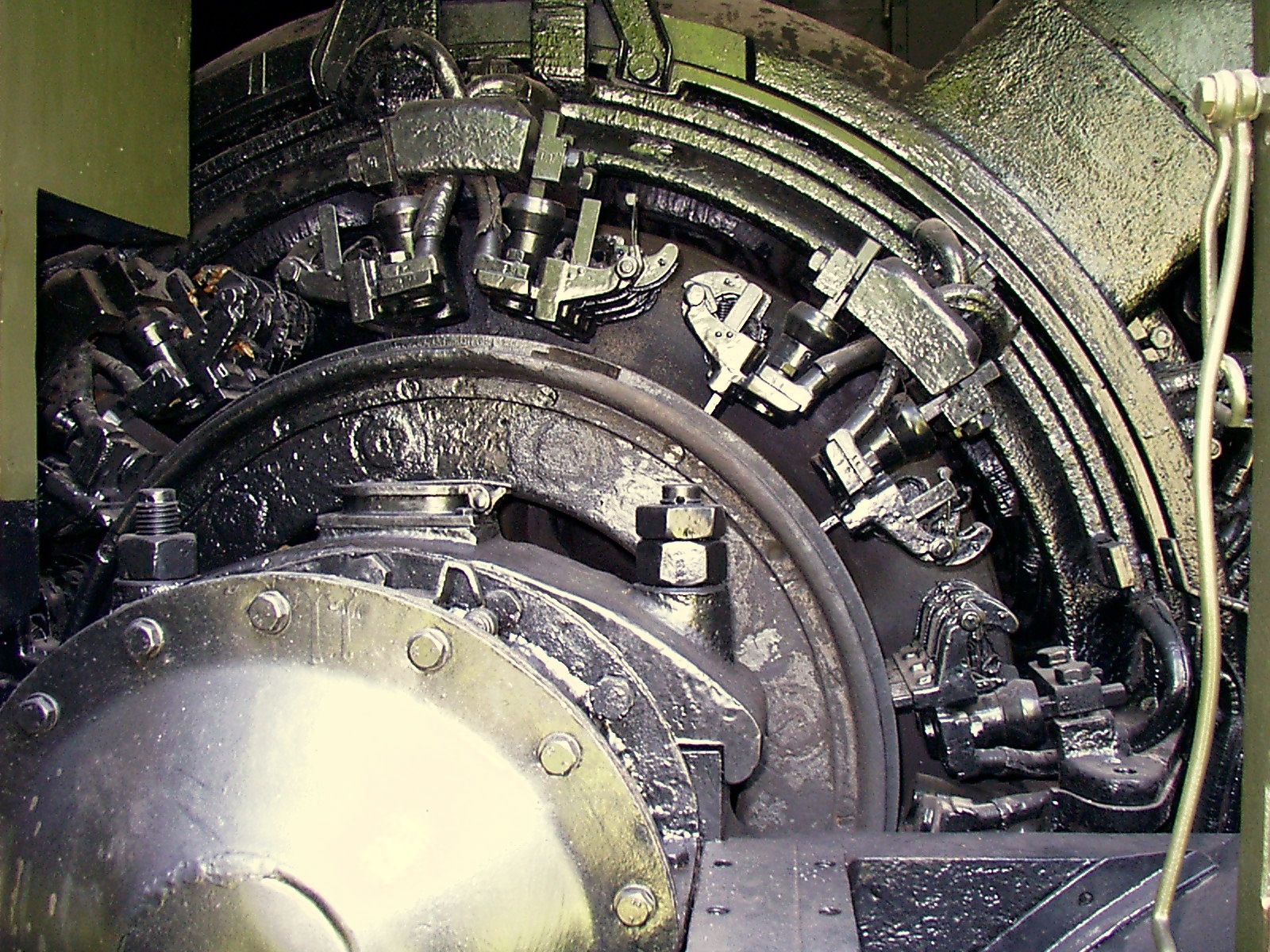
Fahrmotor
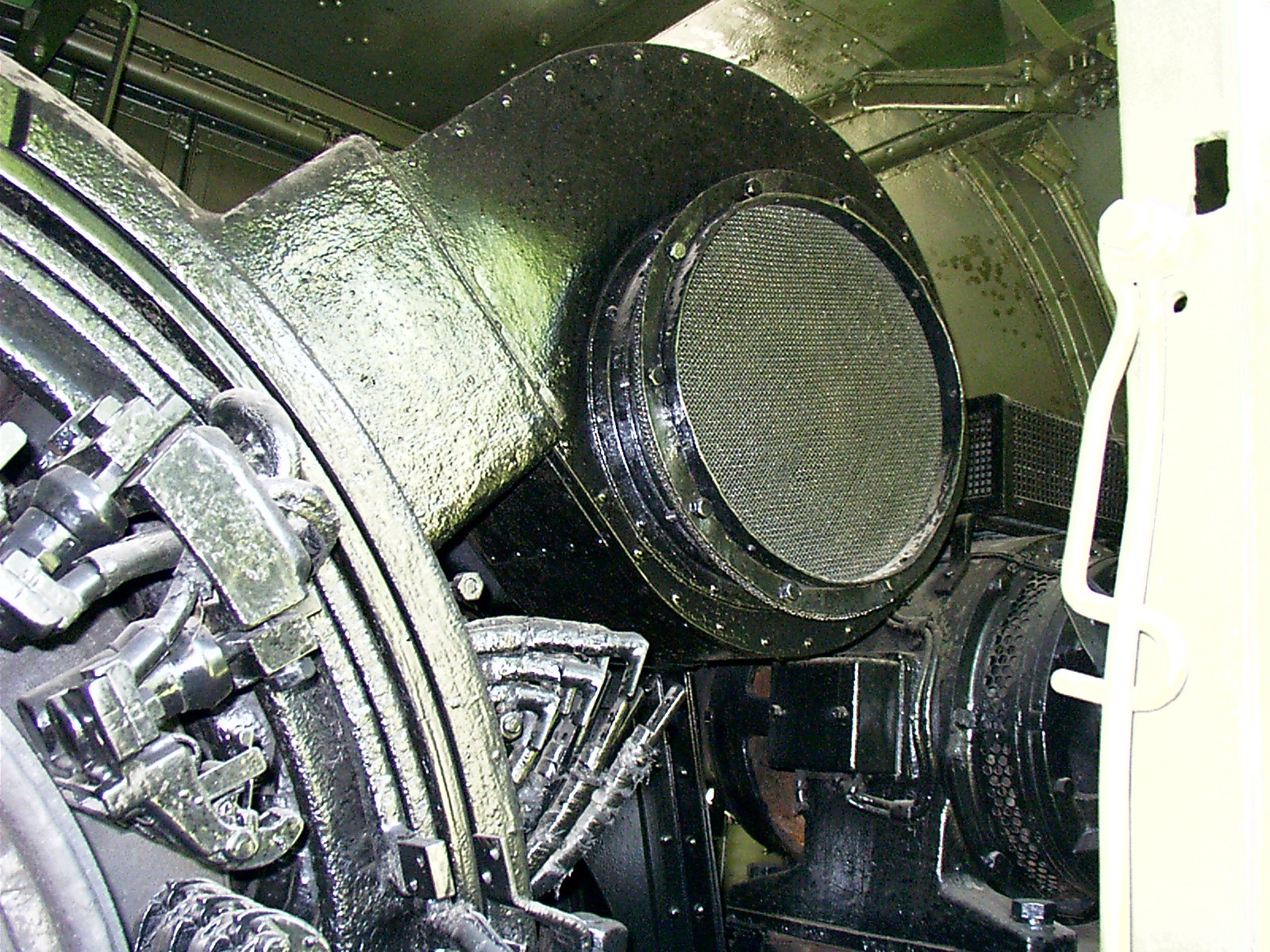
Fahrmotorenkühlung
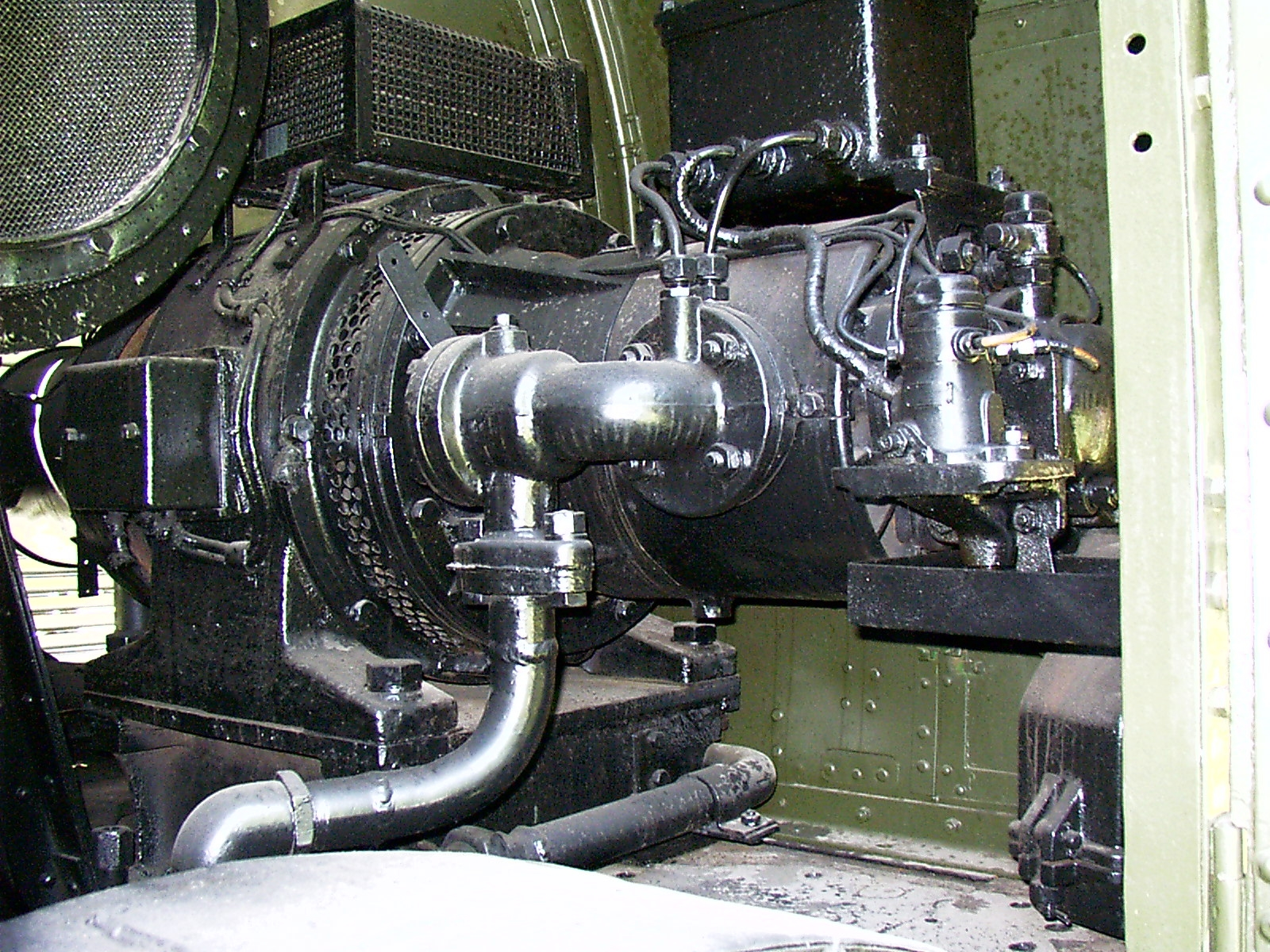
Kompressor
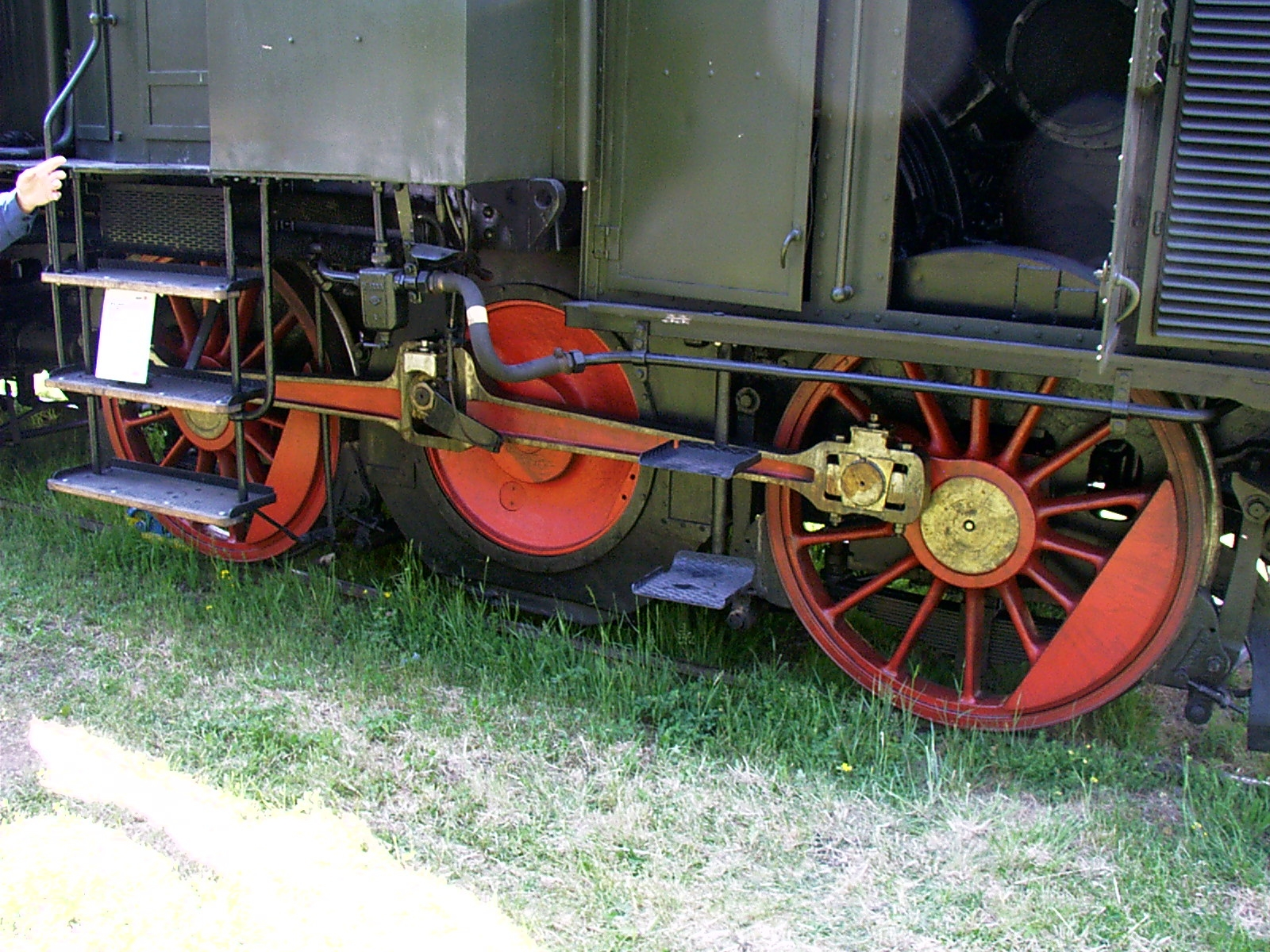
Antrieb